# Paradiopa albidisca
Paradiopa albidisca là một loài bướm đêm trong họ Noctuidae.